# Poślednia Turnia
Poślednia Turnia (słow. Posledná veža, niem. Jordánspitze, węg. Jordán-csúcs) – turnia o wysokości 2556 m w słowackich Tatrach Wysokich, w długiej południowo-wschodniej grani Wyżniego Baraniego Zwornika. Jest najwybitniejszym obiektem pomiędzy Durnym Szczytem a Łomnicą, położonym mniej więcej w połowie odległości pomiędzy nimi. Od Zębatej Turni na północnym zachodzie oddziela ją Wyżnia Poślednia Przełączka, a od Małej Pośledniej Turniczki na południowym wschodzie – Poślednia Przełączka.

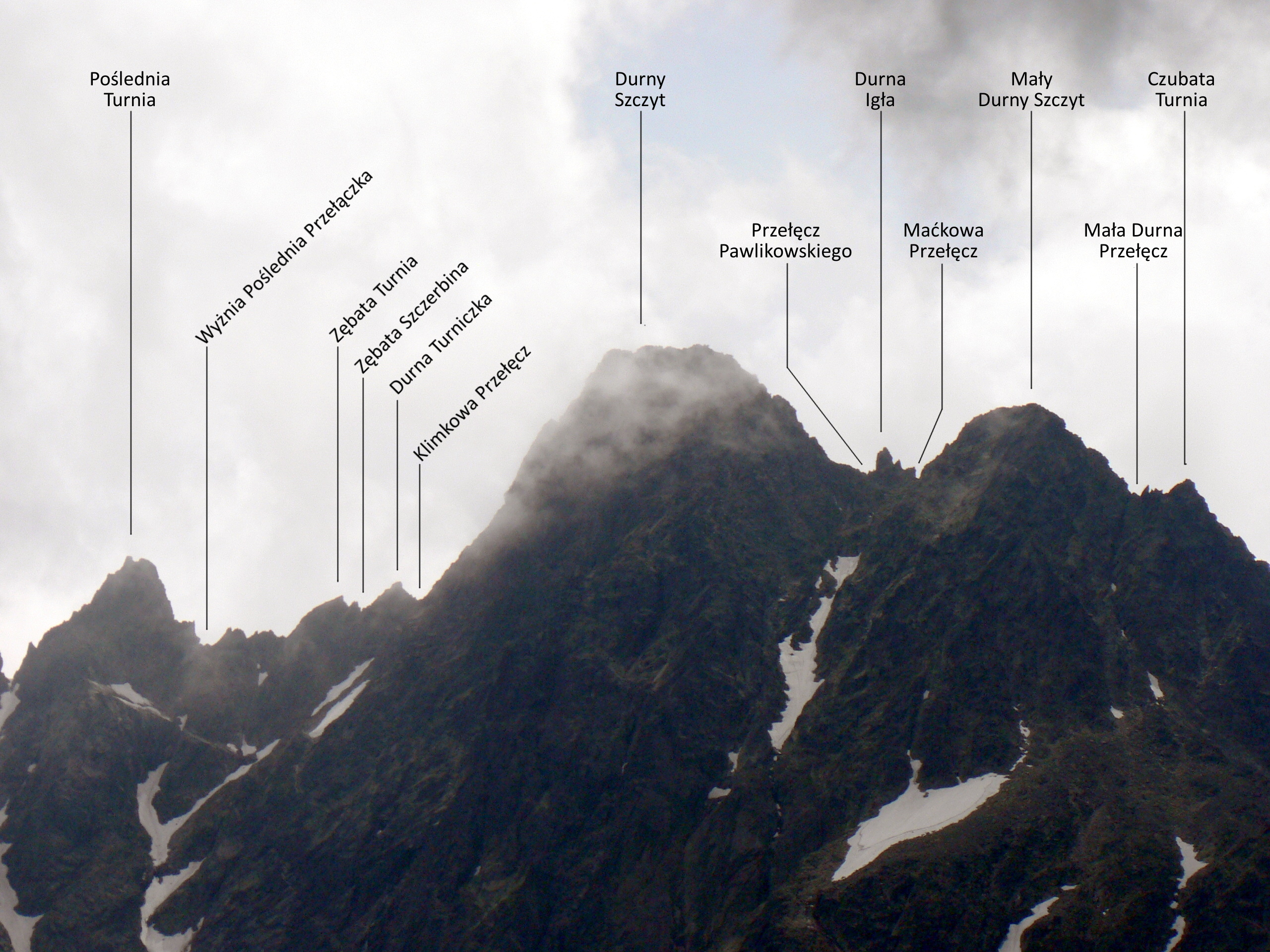
Poślednia Turnia od strony północnej

Na Poślednią Turnię nie prowadzą żadne znakowane szlaki turystyczne. Najdogodniejsza droga dla taterników prowadzi na nią od strony Pośledniej Przełączki. Pod blokiem szczytowym turni biegnie odcinek Drogi Jordána z Doliny Pięciu Stawów Spiskich na Łomnicę. Na północny wschód w stronę Miedzianej Kotliny (odgałęzienia Doliny Dzikiej) opada z Pośledniej Turni filar położony pomiędzy dwoma wybitnymi żlebami. Na drugą stronę grani – do Doliny Małej Zimnej Wody – masyw kieruje filar południowy, oddzielający od siebie górne partie Żlebu Breuera (od południowego zachodu) i Żlebu Chmielowskiego (od południowego wschodu). Sam filar kończy się ponad dolną częścią Żlebu Breuera.

## Nazewnictwo
Polska nazwa Pośledniej Turni pochodzi od jej „pośledniego” (gorszego) charakteru, gdyż położona jest pomiędzy dwoma potężnymi szczytami – Łomnicą i Durnym Szczytem, które są w czołówce najwyższych szczytów Tatr. Nazwy niemiecka i węgierska zostały nadane na cześć Károlya Jordána, jednego z najbardziej znanych węgierskich taterników.

## Historia
Pierwsze wejścia turystyczne:
- Janusz Chmielowski, Klemens Bachleda i Józef Tatar, 13 września 1898 r. – letnie,
- Stanisław Krystyn Zaremba, 29 marca 1936 r. – zimowe[3].

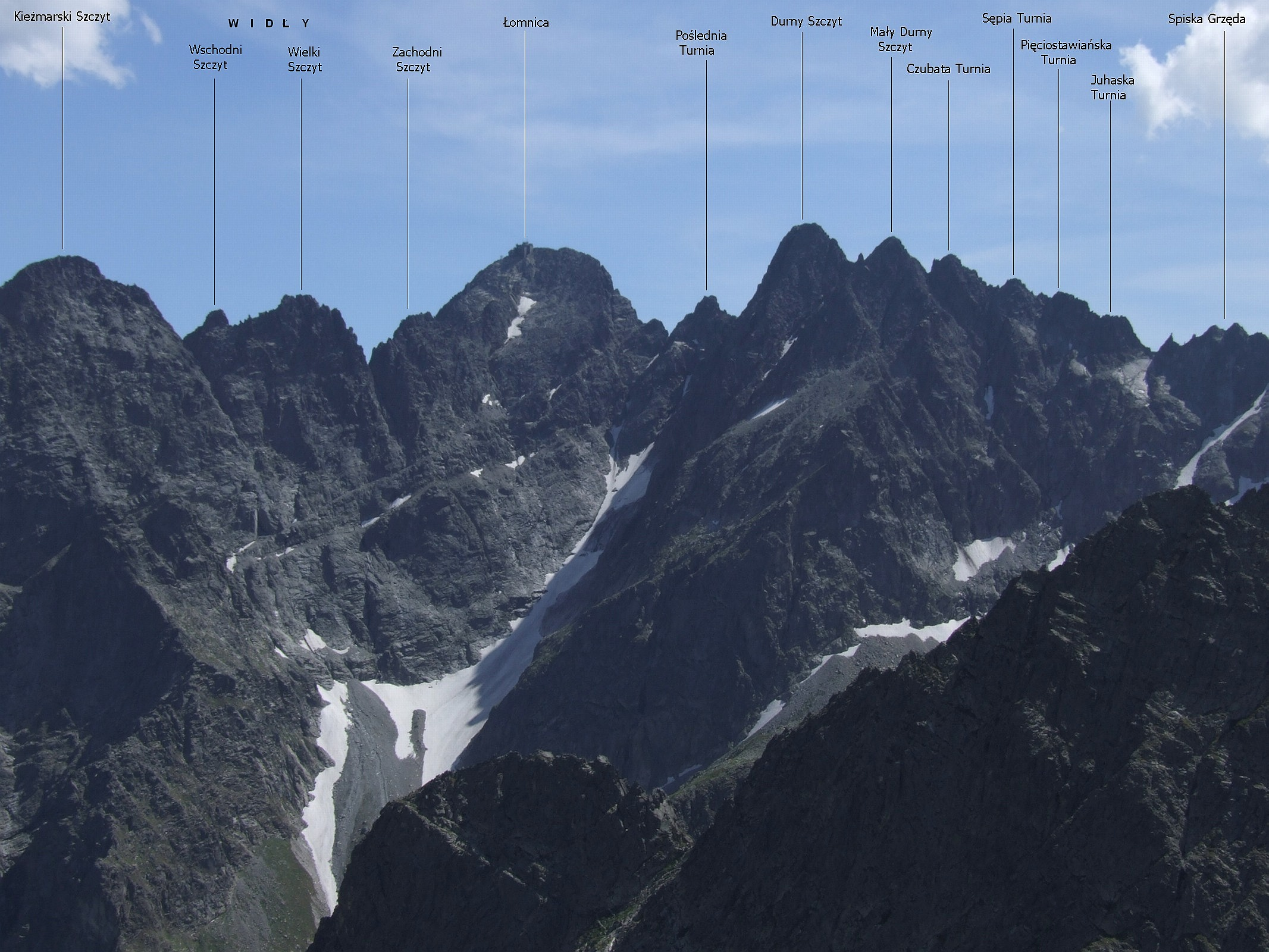
Widok z Jagnięcego Szczytu